# Кабир
Кабир, познат и као Кабир Дас и Сант Кабир Сахиб (хинд. कबीर, панџ. ਕਬੀਰ, урд. کبير; 1440, Бенарес, Пенџаб — 1518) био је индијски песник и реформатор из Бенарса. Био је под утицајем вишнуитског верског учења Рамананде. Његова поезија је израз електричног спајања хиндуизма и ислама. Три збирке које су написане у мешавини хинди-дијалекта, стихом који се римује и разноликим строфама, углавном се сматрају аутентичним: „Књига рачуна“, затим збирка у сикхском дијалекту „Ади Грантху“ и „Сабрани списи“.
Његова дела су утицала на хиндуистички Бакти покрет и његови стихови налазе се у сикистичким списима Гуру Грант Сахибa, Сатгуру Грант Сахибa од Светог Гариба Даса и Кабир Сагарa.
Рођен у граду Варанаси у Утар Прадешу, познат је по томе што је критичан и према организованој религији и према религијама. Он је довео у питање бесмислене и неетичке праксе свих религија, пре свега погрешне праксе у хиндуистичкој и муслиманској религији. За живота су му због његових ставова претили хиндуси и муслимани. Када је умро, хиндуси и муслимани које је он инспирисао сматрали су га својим.
Кабир је сугерисао да је Истина са особом која је на путу праведности, сматрао је да је све, живо и неживо, божанско, и која је пасивно одвојено од ствари света. Да би се сазнала Истина, предложио је Кабир, потребно је одбацити „ја“ или его. Кабирово наслеђе опстаје и наставља се кроз Кабир пант („Пут Кабира“), верску заједницу која га признаје као свог оснивача и једна је од Сант Мат секти. Његови чланови су познати као Кабир пантис.

## Младост и позадина
Године Кабировог рођења и смрти су нејасне. Неки историчари фаворизују 1398–1448 као период у коме је Кабир живео, док други фаворизују 1440–1518. Генерално, верује се да је Кабир рођен 1398. (Самват 1455),‍:14–15 на дан пуног месеца у месецу Џајеште (према историјском хиндуистичком календару Викрам Самват) у време Брамамухарте. Постоји значајна научна дебата о околностима око Кабировог рођења. Многи следбеници Кабир Сахеба верују да је Кабир Сахеб дошао из Сатлока тако што је преузео тело светлости и инкарнирао се на цвету лотоса и тврде да је Риши Аштананд Џи био директни сведок овог инцидента, који се и сам појавио на цвету лотоса у језеру Лахартара. Заправо, данас на језеру постоји Кабирпант који учвршћује управо ово веровање.
Неколико извештаја помиње да су Кабир Сахеба у облику детета на језеру Лахартара пронашли муслимански ткач по имену Ниру и његова жена Нима који су га одгајали као своје дете.
Раширено се верује да је Кабир постао један од многих ученика Бакти песника Свамија Рамананде у Варанасију, познатог по преданом вишнуизму са снажном склоношћу ка монистичкој адвајтској филозофији која учи да је Бог у свакој особи, у свему. Рани текстови о његовом животу га стављају на вишнуистичку традицију хиндуизма, као и на суфијску традицију ислама. Према Ирфану Хабибу, две рукописне верзије персијског текста Дабистан-и-Мазахиб су најранији познати текстови са биографским подацима о Кабиру. Дабистан-и-Мазахиб наводи да је Кабир „Бајраги“ (вишнуистички јога) и наводи да је Раманандов ученик (у тексту се више пута спомиње као „банда“).
Верује се да је Кабирова породица живела на локалитету Кабир Чаура у Варанасију (Банарас). Кабир мата (कबीरमठ), мата који се налази у задњим уличицама Кабир Чауре, слави његов живот и време. Уз имање је кућа по имену Нирутила (नीरू टीला) у којој се налазе гробови Ниру и Нима.